# María Dhialma Tiberti
María Dhialma Tiberti, elle est une écrivaine argentine née à La Plata, le 25 octobre 1928, décédée à San Isidro, le 16 janvier 1987. 

## Biographie
Elle fit ses études à l’École Normale nº1 Mary O’Graham, et suivit les cours de Littérature et Histoire à l’université locale, l'Université nationale de La Plata. Elle  fut responsable de la collection des Ediciones del Bosque, collection d’œuvres d’auteurs de renom comme Raúl Amaral, Horacio Ponce de León, Ana Emilia Lahitte, et María de Villarino. Elle publia dans divers journaux et magazines et fut membre de la Sociedad Argentina de Escritores (SADE), ainsi que de nombreuses institutions culturelles et sociales. Elle reçut plusieurs mentions honorifiques et prix littéraires, comme celui du Consejo del Escritor pour son conte Niña en la ventana (Fille à la fenêtre), et pour son roman Estimado señor Gris (Cher Monsieur Gris).
Tiberti hérite de la tradition Ultramoderniste de l’école de Norah Lange. Chez Tiberti, on retrouve les échos poétiques d'Antonio Machado, de Juan Ramón Jiménez ainsi que ceux de Pablo Neruda et de Rainer Maria Rilke. Pourtant, la poétique de Maria Dhialma Tiberti conserve du Romantisme le plus fin et délicat, le plus ténu et léger de ce qui a survécu dans le Modernisme (Percas, 1958). Dans son écriture prédomine l’élément plastique et le mouvement d’images gouvernées par l’adjectif toujours sobre, tel que l’on peut l’apprécier dans son poème Y la nostalgia (Et la nostalgie).

## Œuvres publiées

### Poésie
- Cielo Recto (1947),
- Tierra de amapolas (1949),
- Las sombras amarillas (1949)

### Prose
- Los Títeres, Théâtre (1948),
- Estimado señor Gris, roman (1967)